# Strigamia monopora
Strigamia monopora är en mångfotingart som först beskrevs av Masatoshi Takakuwa 1938.  Strigamia monopora ingår i släktet Strigamia och familjen spoljordkrypare. Inga underarter finns listade i Catalogue of Life.